# Hymenostylium crispulum
Hymenostylium crispulum är en bladmossart som beskrevs av Jean Édouard Gabriel Narcisse Paris och Brotherus 1904. Hymenostylium crispulum ingår i släktet Hymenostylium och familjen Pottiaceae. Inga underarter finns listade i Catalogue of Life.